# Microsoft Multiplan

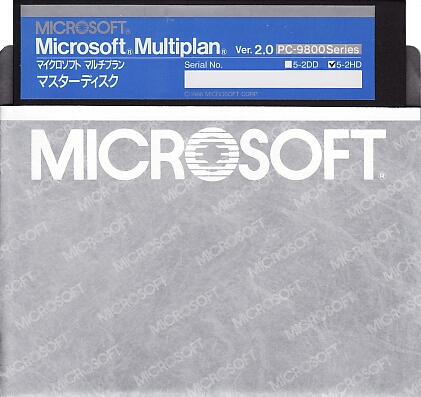
Multiplanのディスク

Microsoft Multiplan（マイクロソフト マルチプラン）は、マイクロソフトが開発した初期の表計算ソフトの名称である。Microsoft Excelの前身。

## 概要
1982年に登場した当時はApple IIおよびCP/M向けだった。その後MS-DOSやXENIXを含むいくつかのオペレーティングシステム上に移植された。また、コモドール64、TI-99/4A、TRS-80 Model II、バロース B-20、日本IBMのマルチステーション5550といったパーソナルコンピュータ、DECのPDP-11ミニコンピュータにも移植された。
Macintosh向けのMultiplanは、マイクロソフト初のGUI式表計算ソフトであった（他機種版はテキストベース）。
表計算のマルチプラン (Multiplan)、グラフのマルチチャート（Multi-Chart、機種や販売元によってはMS-チャート）、簡易データベースのマルチファイル（Multi-File、機種や販売元によっては存在しない）の3種類でマルチツールファミリー (Multi-Tool Family) を構成した。

## 特徴
セル位置の指定はR1C1参照形式（行をR1, R2, R3…、列をC1, C2, C3…で表す）が採用された。8ビットパーソナルコンピュータでベストセラーとなったVisiCalcや、MS-DOS用としてベストセラーとなったLotus 1-2-3はA1参照形式（行を1, 2, 3…、列をA, B, C…で表す）であり、ビル・ゲイツはそれを「戦艦方式」と称して嫌っていたためにこの方式が採用された。しかし利用者の多くはA1参照形式に慣れており、R1C1参照形式は判りづらいと評された。そのため、後継ソフトであるMicrosoft Excelでは初期状態がA1参照形式となり、利用者が好みに応じてR1C1参照形式に切り替えることができるようになった。
ファイル形式はテキストファイルのSYLKで、当時は多くのツールが当形式をサポートしていた。
VisiCalcやLotus 1-2-3では“/”（スラッシュ）を押すことによってメニューが表示されてコマンド入力モードになるが、Multiplanでは画面下部に常時メニューが表示されている。設定によって常時文字・数字・数式入力モードになり、Escキーを押すことでメニューを呼び出すようにすることもできるバージョンもある。どのキーがどの編集コマンドに対応するかはコマンドメニューに表示されており、対応するアルファベットのキーを押すことでコマンドを選択する。
初版のバージョン1.0はIBMの要望に基づき、IBM PCの標準的なメモリである64KBでも動作するよう作られた。ワークシートのサイズは256行×64列。バージョン1.1ではメモリの上限までワークシートを拡張できる。
バージョン2.0はマウス対応となった。
バージョン3.0はマルチユーザーに対応し、最大8枚のワークシートを扱えるようになった。

## 歴史
開発が始められたのは1980年。開発中のコードネームは“EP”（エレクトロニック・ペーパー）。先行していた同カテゴリーの表計算ソフトVisiCalcはアセンブリ言語で書かれており、移植が困難という欠点があった。Multiplanはより多くの機種に移植できるよう、多様な環境への対応が容易なC言語を使った。さらに中間言語も利用し、移植時に変更点が少なくて済む設計となっていた。ただし、この特徴が動作を遅くする結果にもつながった。
開発責任者はチャールズ・シモニー。かつてゼロックスのパロアルト研究所で働いていたシモニーは、Altoで採用されていたGUIの使い勝手の良さを知っており、またAlto上で動作するBravoというワードプロセッサを開発した経験もあり、その利点を取り入れるべくインターフェイスをデザインした。常時表示されるメニューやプロパティシートは、マウスによる操作を想定したものである。Altoの存在を知っていたビル・ゲイツもその思想に賛同していた。
1982年に販売開始された当初の売れ行きは好調だったが、翌年にLotus 1-2-3が販売開始されると、IBM PC/ATおよびその互換機用アプリケーション市場においては苦戦を強いられた。1-2-3はMultiplanよりも多くのメモリを必要としたが、C言語で書かれたものよりも高速に動作するアセンブリ言語で書かれていた。Multiplanはバージョンアップのたびに機能を強化して1-2-3を追撃しようとしたが、すでに1-2-3は利用者の絶大な信頼を得ており、その牙城を崩すことはできなかった。ただし、1-2-3の他言語対応が遅れたこともあり、欧州や日本の市場では比較的善戦した。これは、移植性が高くローカライズが容易であったこと、8ビット機等マシンパワーの低い環境でも動作したことが大きい。なお日本の8ビットパソコン向けには、8080/Z80向けCP/MクローンでありMS-DOSのファイルシステムと互換性のあるMSX-DOSのサブセットがバンドルされていた。
Macintosh版は初代機（Macintosh 128K）の発売日1984年1月24日と同時に出荷された、サードパーティー製としては唯一のアプリケーションソフトウェアであった（プログラミング言語であるMicrosoft BASICも同時出荷）。アップルよりMacintoshの開発段階から移植を依頼され、発売前から開発環境が整えられていた為にそれが可能だった。基本となる部分のプログラムはコンバーターを通して変換でき、また当初よりマウス操作を考慮したデザインであったことからGUI対応も容易であった。アップルおよびロータス・デベロップメントが力を入れていたLotus Jazzは市場に受け入れられず、初期のMacintosh市場においてはMultiplanが標準的な表計算ソフトの地位を確保した。
しかし、マイクロソフトにおいては、最重要拠点である北米市場においてデファクトスタンダードとなったIBM PC/ATおよびその互換機市場で1-2-3との競争に敗れたことを問題視していた。マイクロソフトは、後にGUIに特化した表計算ソフトとしてMicrosoft Excelを生み出すこととなった（Macintosh版は1985年、Windows版は1987年）。

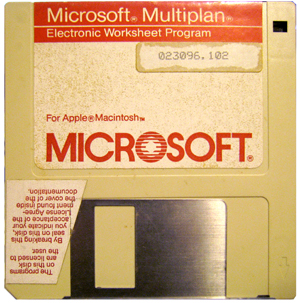
Macintosh版Multiplanの3.5インチフロッピーディスク。表計算ソフトを意味する語として現在一般的な“Spreadsheet”（スプレッドシート）ではなく、“Electronic Worksheet Program”と記載されている。

## バージョン履歴
マイクロソフト（日本法人）発売分のみを挙げている。
- 1986年2月：Multiplan 2.0（PC-9800シリーズ、J-3100シリーズ）
- 1987年7月：Multiplan 3.1（PC-9800シリーズ、J-3100シリーズ、AXシリーズ）
- 1989年11月：Multiplan 4.1（PC-9800シリーズ、J-3100シリーズ、AXシリーズ）